# Meckel
Meckel ist eine Ortsgemeinde im Eifelkreis Bitburg-Prüm in Rheinland-Pfalz. Sie gehört der Verbandsgemeinde Bitburger Land an.

## Geographie
Meckel liegt in der Südwesteifel, etwa 10 km südlich des Zentrums der Kreisstadt Bitburg. Das Gemeindegebiet erstreckt sich in einer Talmulde und wird am östlichen Rand von der Bundesstraße 51 tangiert. Die Höhenlage reicht von etwa 270 m ü. NHN bis 396 m ü. NHN (Meckeler Höhe). Durch den Ort fließt der Nüßbach, ein linker Zufluss der Nims. Zu Meckel gehört auch der Wohnplatz Meilbrück.

## Geschichte
Von einer frühen Besiedelung des Gemeindegebietes zeugen umfangreiche Überreste aus der Römerzeit. In dieser Zeit stand an der heutigen Straße Meckel–Gilzem der römische Gutshof „Scheiwelsheck“ und der Tempelbezirk von Meilbrück.
Gefunden wurden zudem ein 46 Kilogramm schwerer Münzschatz und rund 35 Tumuli in zwei Gruppen südöstlich von Meckel, die vermutlich ebenfalls aus der Zeit der Römer stammen. 
Die erste urkundliche Erwähnung des Ortes fand vermutlich zwischen 711 und 814 statt, als ein gewisser Harduwinus sein Gut zu „Meckeia cum ecclesia“ dem Kloster Echternach überschrieb. Bis zur französischen Zeit Ende des 18. Jahrhunderts gehörte Meckel zur luxemburgischen Propstei Bitburg. Im Jahr 1795 kam Meckel zum Kanton Bitburg im französischen Departement der Wälder, später wurde die Ortschaft Sitz der Mairie Meckel, die mit Beginn der preußischen Herrschaft in die gleichnamige Bürgermeisterei überging. 1824 wurde eine Personalunion aus den Bürgermeistereien Meckel und Idenheim gebildet, die das gemeinsame Gebiet von Röhl aus verwaltet. Die Bürgermeisterei Bitburg-Land wurde 1860 Nachfolger dieser Personalunion und schließlich 1970 im Zuge der rheinland-pfälzischen Funktional- und Gebietsreform 1970 mit vier weiteren Ämtern zur Verbandsgemeinde Bitburg-Land zusammengeschlossen. Seit 2014 gehört Meckel der Verbandsgemeinde Bitburger Land an.
Im Jahre 1991 wurde Meckel im Wettbewerb Unser Dorf soll schöner werden mit einer Goldplakette ausgezeichnet.
Bevölkerungsentwicklung
Die Entwicklung der Einwohnerzahl von Meckel, die Werte von 1871 bis 1987 beruhen auf Volkszählungen:

Einwohnerentwicklung von Meckel von 1815 bis 2017 nach nebenstehender Tabelle

| Jahr | Einwohner |
| ---- | --------- |
| 1815 | 209       |
| 1835 | 277       |
| 1871 | 298       |
| 1905 | 350       |
| 1939 | 345       |
| 1950 | 346       |
| 1961 | 338       |

| Jahr | Einwohner |
| ---- | --------- |
| 1970 | 330       |
| 1987 | 295       |
| 1997 | 388       |
| 2005 | 385       |
| 2011 | 396       |
| 2017 | 393       |
| 2023 | 421       |

## Politik

### Gemeinderat
Der Gemeinderat in Meckel besteht aus acht Ratsmitgliedern, die bei der Kommunalwahl am 9. Juni 2024 in einer Mehrheitswahl gewählt wurden, und dem ehrenamtlichen Ortsbürgermeister als Vorsitzendem.

### Bürgermeister
Thomas Endres wurde am 3. Juli 2024 Ortsbürgermeister von Meckel. Da bei der Direktwahl am 9. Juni 2024 kein Wahlvorschlag eingereicht wurde, oblag die Neuwahl gemäß rheinland-pfälzischer Gemeindeordnung dem Rat, der sich auf seiner konstituierenden Sitzung für Thomas Endres entschied.
Sein Vorgänger Johannes Junk hatte das Amt von 2004 bis 2024 inne.

### Wappen
| Wappen von Meckel | Blasonierung: „In Silber ein rotes Lilienkreuz, beiderseits begleitet von zwei 5-strahligen blauen Sternen.“ |
| Wappen von Meckel | Wappenbegründung: Hinweis auf die lange Zugehörigkeit zu Echternach ist das rote Lilienkreuz, während die 5-strahligen Sterne dem alten Bitburger Propsteisiegel entlehnt sind. Das Wappen wurde am 18. Oktober 1988 genehmigt. |

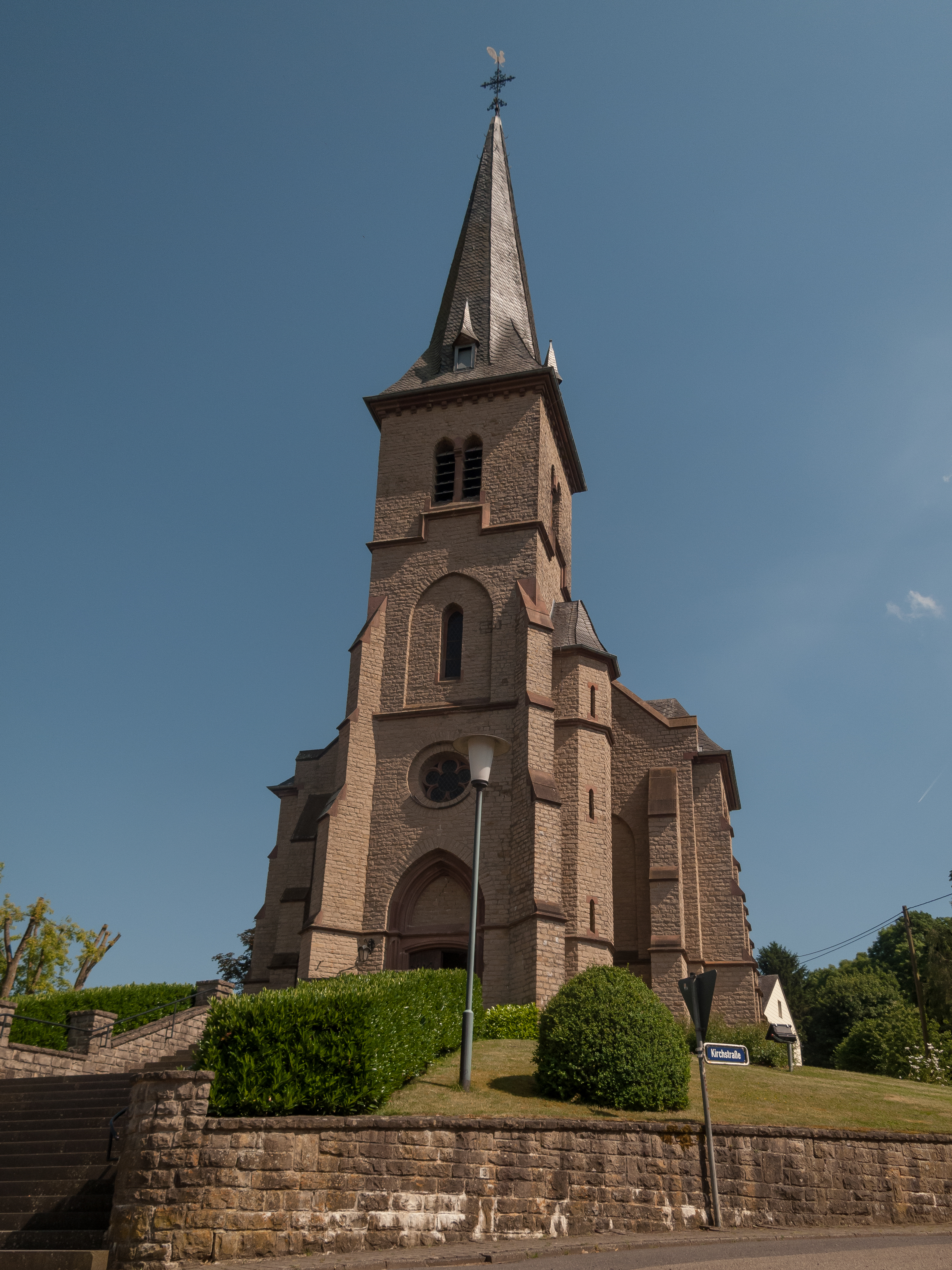
Meckel, die katholische Pfarrkirche Sankt Bartholomäus

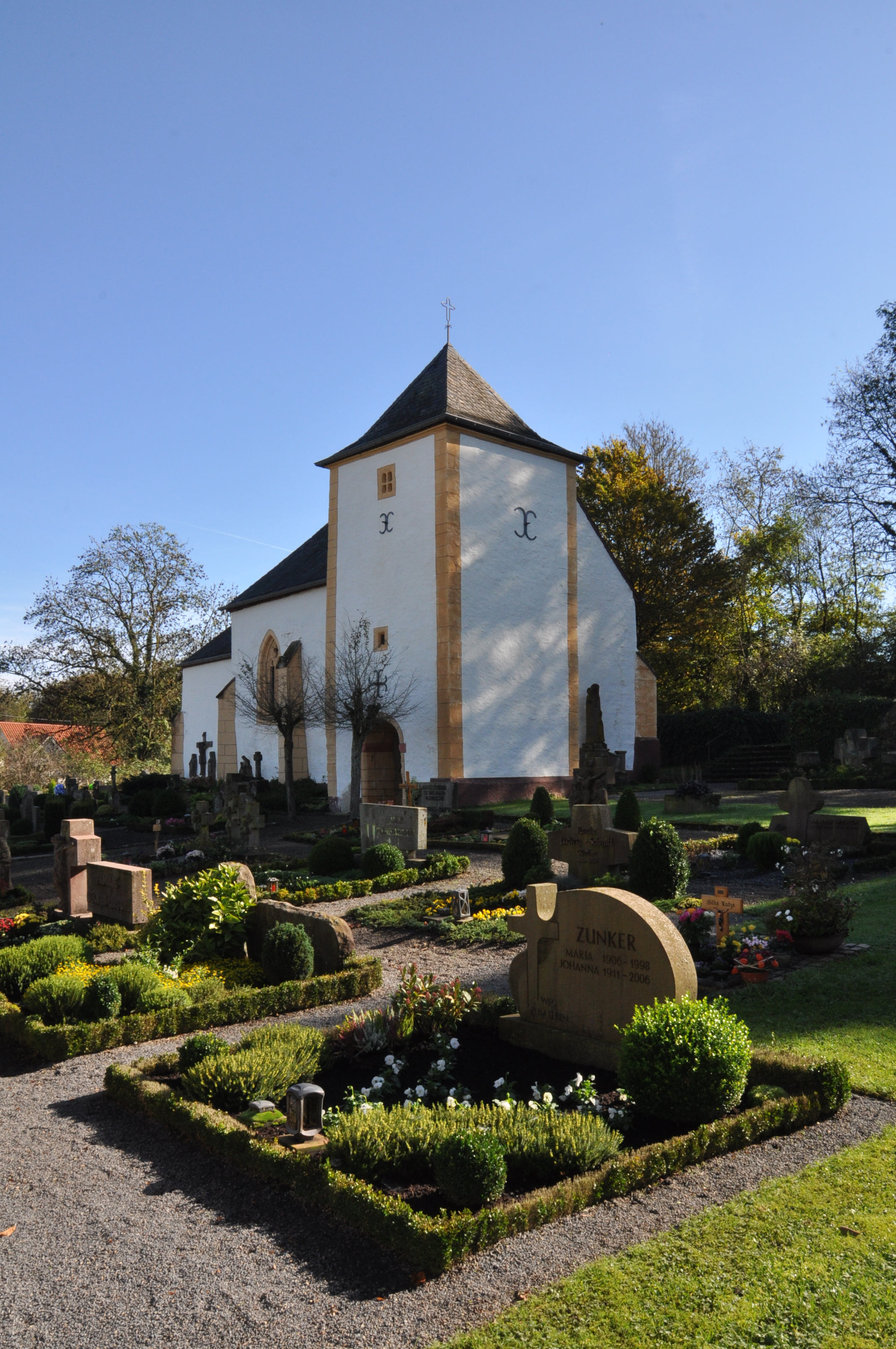
Meckel, alte kath. Pfarrkirche St. Bartholomäus, heute Friedhofskapelle

## Sehenswürdigkeiten
Insbesondere südlich des Nüßbaches finden sich einige alte Bauernhäuser. Dort steht auch die nach den Plänen des Dombaumeisters Reinhold Wirtz von 1896 bis 1898 erbaute Pfarrkirche St. Bartholomäus.  In unmittelbarer Nähe befindet sich auch die ehemalige Pfarrkirche, heute als Friedhofskapelle genutzt. Sie zählt zu den in der Westeifel verbreiteten spätgotischen Einstützenräumen, die im späten 15. und frühen 16. Jahrhundert entstanden sind. In der Umgebung der Kapelle sind einige sehr alte Grabsteine und -kreuze vorhanden.
Die Bebauung nördlich des Nüßbaches ist zum Großteil neuerer Substanz. Dieser Abschnitt des Dorfes wird durch den Gasthof sowie die etwas weiter entfernte alte Scheune bestimmt.

## Wirtschaft
Wie viele Gemeinden in der Eifel ist auch Meckel landwirtschaftlich geprägt. In diesem Bereich sind noch einige Haupt- und Nebenerwerbslandwirte vorhanden. Im Gegensatz zu anderen Orten der Umgebung ist Meckel allerdings durchaus auch Standort einiger industrieller und im Dienstleistungssektor tätiger Unternehmen. So bieten ein Dorfgasthaus, eine Raststätte mit Tankstelle sowie ein Sägewerk, ein Zimmerei- und ein Steinbruchbetrieb mehrere Arbeitsplätze vor Ort. Trotzdem sind die meisten Erwerbstätigen im nahegelegenen Bitburg, im Raum Trier oder in Luxemburg beschäftigt.
Südlich des Ortes liegt der Windpark Meckel, siehe dazu die Liste von Windkraftanlagen in Rheinland-Pfalz.

## Persönlichkeiten, die mit der Gemeinde verbunden sind
- Reinhold Wirtz (1842–1898) war ein deutscher Architekt, Kommunalkreis- und Diözesanbaumeister des Bistums Trier
- Matthias Neyses (1872–1946), Reichstagsabgeordneter, in Meckel geboren